# Procloeon pennulatum
Procloeon pennulatum is een haft uit de familie Baetidae. De wetenschappelijke naam van de soort is voor het eerst geldig gepubliceerd in 1870 door Eaton.
De soort komt voor in het Nearctisch gebied en het Palearctisch gebied.